# De Keerkring (ZMLK-school)
De Keerkring is een ZMLK-school in Zoetermeer.

## Geschiedenis
De school is opgericht in 1982 en bestaat uit twee afdelingen, so en vso.
Aanvankelijk bevond de school zich aan de Dorpsstraat in de voormalige christelijke school. In 1994 is de school naar de Chaplinstrook in de wijk De Leyens verhuisd. In 2006 is de school in vso en so gesplitst. Het vso zit nog steeds op hetzelfde adres, het so is naar César Franckrode in Buytenwegh verhuisd. De school heeft momenteel 132 leerlingen.

## Kunstwerken
Op de voorgevel van het vso-gebouw staat een door Marleen van Wijngaarden vervaardigd kunstwerk in de vorm van Saturnus dat het logo van de school moet voorstellen.
De muurschildering op de gevel van het vso-gymnastieklokaal is gemaakt door Annemarieke van den Bosch, die tevens leerkracht is op deze school.